# Мина Полоцки
Мина Полоцки (? - 20. јуна (3. јула) 1116, Полоцк) - епископ полоцки, православни светитељ.

## Живот
Место рођења и родитељи нису познати. Пре хиротоније у епископа, дуго је био монах Кијево-Печерског манастира.
13. децембра 1105. године посвећен је за полоцког епископа.
Према другој верзији, свети Мина је био четврти игуман у синодикону манастира Ивјанец .
Током монашког пострижења свете Евфросиније Полоцке био је епископ полоцки, али није био тај који ју је увео у монашки постриг у манастиру Полоцк (вероватно 15. фебруара 1116. године ). Истраживач живота Евфросиније Полоцке А. Мелников то објашњава чињеницом да је тадашњи епископ полоцки Мина проживљавао своје последње дане и да је било немогуће у тако деликатној ситуацији тражити од њега благослов .

## Помињања
Помиње се у православним богослужењима заједно са кијево-печерским светим оцима, као и у кијево-печерском патерикону.
Свети Мина Полоцки познат је као један од првих руских светих епископа, као и хришћански просветитељи Русије.
Датум канонизације није познат. 1984. године укључен је у сабор белоруских светаца .
Свети Мина се помиње 20. јуна (3. јула) и на дан Сабора белоруских светаца.
У селу Ивјанец освећена је доња црква у част Светог Мине.